# II-53
Die II-53 (bulgarisch Републикански път ІІ-53 Republikanski pat II-53, „Republikstraße II-53“) ist eine Hauptstraße (zweiter Ordnung) in Bulgarien.

## Verlauf
Die Straße zweigt von der Straße I-5 im Dorf Polikraischte (bulgarisch Поликраище) nach Südosten ab und führt über Parvomajzi (Първомайци) zum Fluss Jantra und weiter zur Kreuzung mit der Fernstraße I-4, Sie durchquert weiter die Dörfer Dragischewo (Драгижево) und Merdanja (Мерданя), erreicht die Täler der Flüsse Weselina und Slatarischka Reka und führt östlich an Elena (bulgarisch Елена) am Fuß des Balkangebirges vorbei. Hier wendet sie sich nach Osten und führt über Bebrowo (Беброво) und Konstantin (Константин) nach Majsko (Майско) am Fluss Stara Reka und folgt diesem flussaufwärts nach Süden durch das gleichnamige Dorf und über das Balkangebirge (Sliwenska Planina) über den Wratnik-Pass (Вратник, 1050 m) nach Bjala und von dort in südöstlicher Richtung nach Sliwen (bulgarisch Сливен). Südlich der Stadt trifft die Straße auf die Fernstraße I-6 und führt weiter nach Südosten durch das Tal von Sliwen und Kruschare (Крушаре), wo sie den Fluss Tundscha überquert, zur Autobahn Awtomagistrala Trakija (A 1) und, diese an der Anschlussstelle Jambol-West kreuzend, in die Stadt Jambol (bulgarisch Ямбол). Von dort setzt sich die Straße weiter nach Südosten mit Kreuzung der Fernstraße I-7 über Kaltschewo (Калчево) und Tamarino (Тамарино) fort, schwenkt dort nach Osten und erreicht Wojnika (Войника). Der nächste Ort ist Sorniza (Зорница), es folgen Sagorzi (Загорци) und Swetlina (Светлина). Die Straße wendet sich nach Südosten und überquert den Fluss Sredetska reka, bevor sie die Kleinstadt Sredez (bulgarisch Средец) erreicht. An deren Nordrand führt sie zur Straße II-79, an der sie in einem Kreisverkehr endet.